# Ostermans marmorhallar

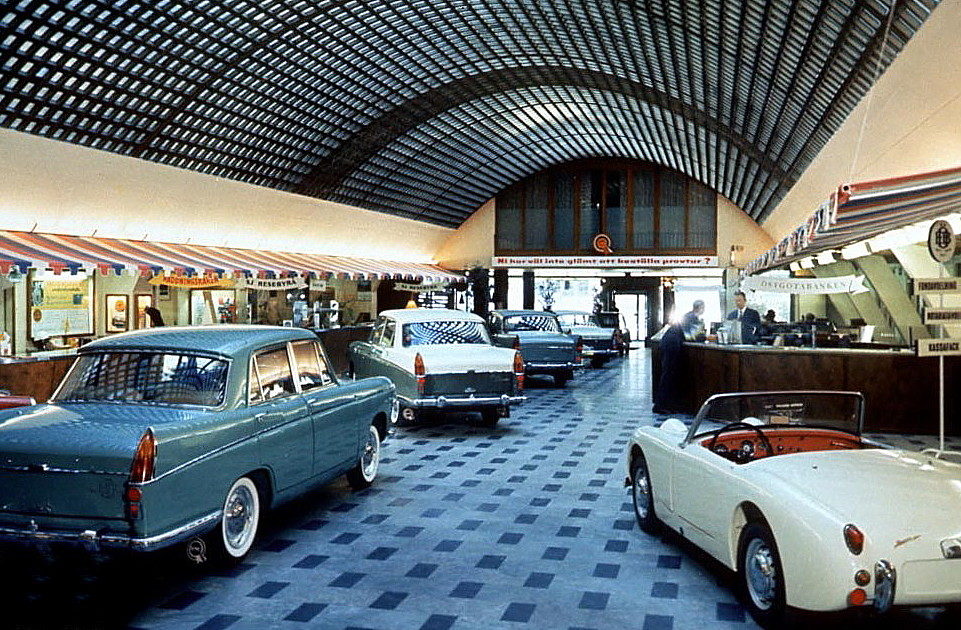
Ostermans bilhandel Birger Jarlsgatan 18, tidigt 1960-tal.

Ostermans marmorhallar var en bilförsäljnings- och utställningslokal i kvarteret Sperlingens backe som hade sina lokaler i två fastigheter vid Birger Jarlsgatan 18 respektive Grev Turegatan 3–5 på Östermalm i Stockholm. Fastigheten Sperlingens backe 56 är grönmärkt enligt Stadsmuseets kulturhistoriska klassificeringssystem, vilket innebär att bebyggelsen bedöms vara ”särskilt värdefull från historisk, kulturhistorisk, miljömässig eller konstnärlig synpunkt”.

## Historik

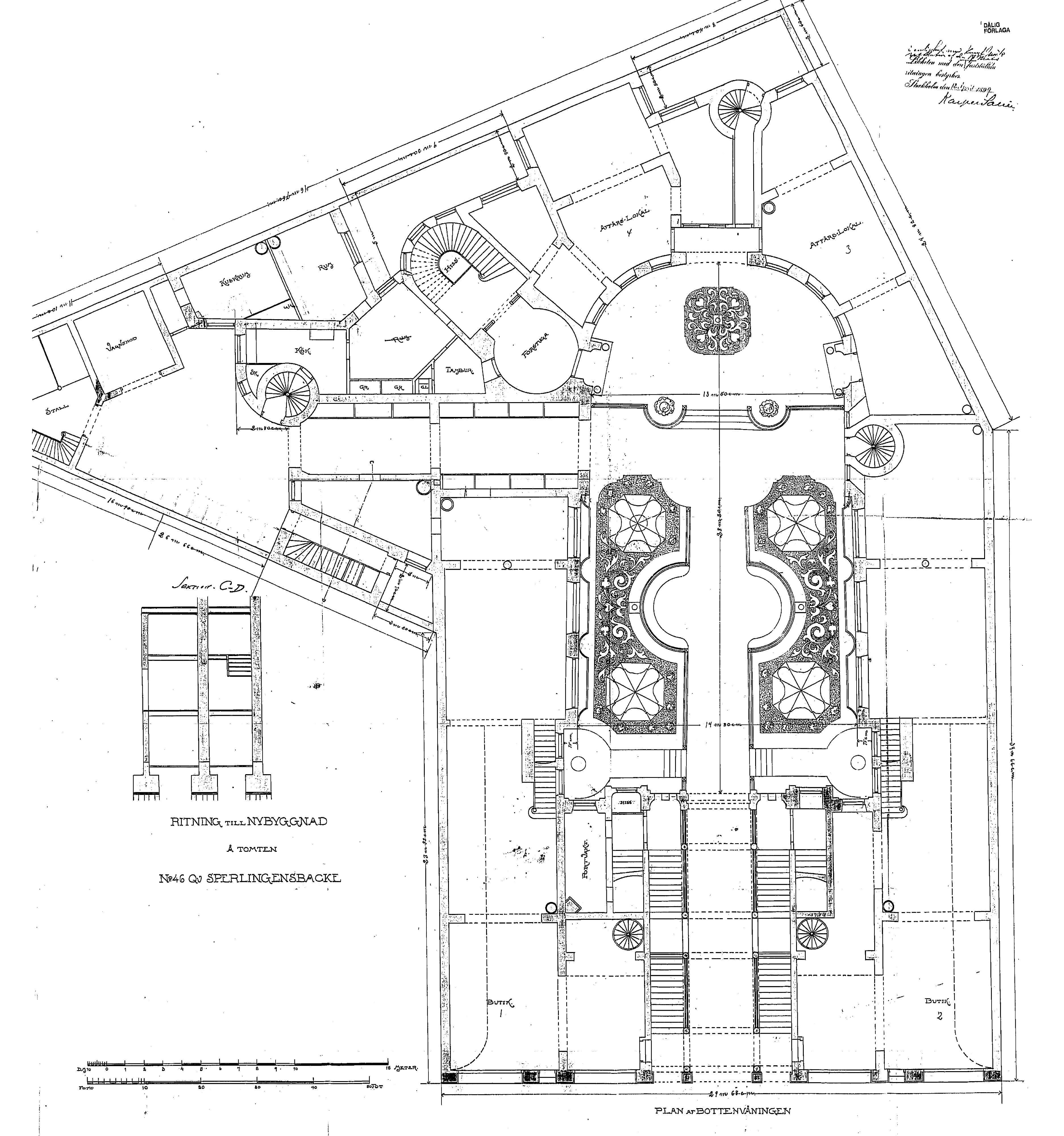
Birger Jarlsgatan 18, planritning, 1898.

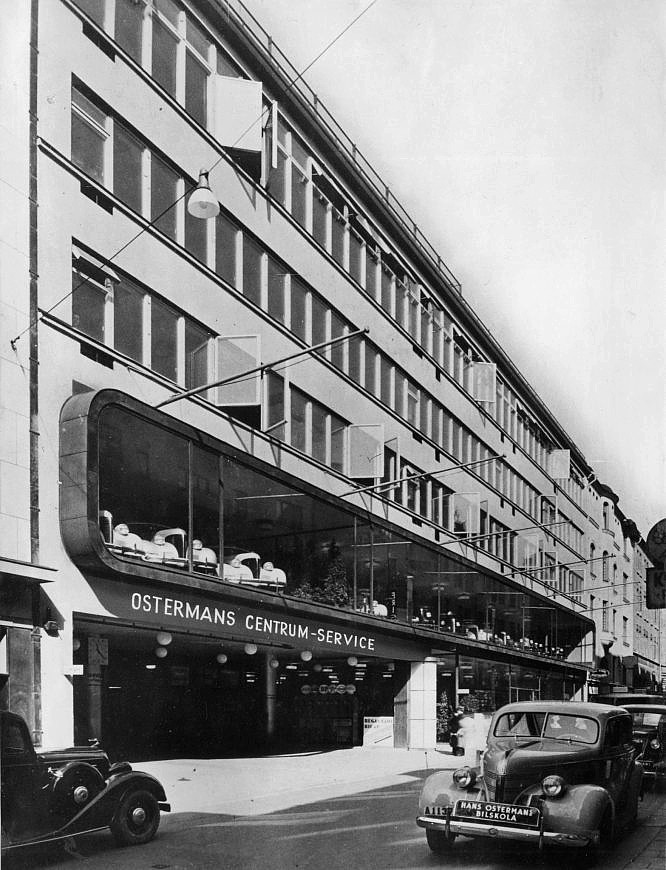
Ostermans Centrumservice vid Grev Turegatan 1950-tal. Idag P-hus Grev Turegatan.

Det ljusa jugendhuset med drag av sekelskiftsbarock ritades av det produktiva arkitektkontoret Hagström & Ekman och uppfördes år 1899–1900. Fasaden mot Birger Jarlsgatan smyckades av skulpturer och ornament i sandsten från Savonnières. Innergården med en avrundad inre fasad täcktes av ett glastak på limträbågar.
Företaget AB Hans Osterman, som under många år var Sveriges största bilförsäljare och som bland annat sålde Cadillac, Buick och Chevrolet, flyttade in i fastigheten år 1920 efter att tidigare haft lokaler på Birger Jarlsgatan 13. I samband med flytten och de nya verksamheterna gjordes vissa ombyggnader efter ritningar av arkitekt Hakon Ahlberg.
Huset byggdes successivt om och utställningslokalen fördes samman med grannfastigheten Grev Turegatan 3-5 som inhyste den exklusivt inredda bilhallen. Arkitekter var Mauritz Dahlberg och Harry Egler som gestaltade fasaden mot Grev Turegatan i stram funktionalism. På första våningen anordnade arkitekterna ett enda långt burspråksliknande skyltfönster längs hela fasaden där bilarna kunde exponeras och ses från gatan. Högre upp i huset låg en bilverkstad och företagets kontorsrum samt Hans Ostermans bilskola. På taket fanns en tennisbana. Den stora innergården byggdes över med ett tunnvalv av glasbetong (revs 1982). 
Hallarna var storslagna till sin utformning och upptog de två nedersta våningsplanen. Här fanns kannelerade kolonner och balustrader med balusterdockor allt i grönt kolmårdsmarmor och golv belagt med marmorplattor i två färger. Mitt i hallen var Hans Ostermans namn och monogram i marmor infällt i golvet. Det är alltså denna byggnadsdel som gav upphov till namnet "Marmorhallar". Byggnadskomplexet stod helt färdig först år 1939. Förseningen berodde delvis på den stora depressionen som även drabbade Hans Ostermans ekonomi.
Tidning för byggnadskonst skrev år 1930 att lokalen "med sin hypereleganta inredning i grön kolmårdsmarmor" utan tvekan kunde "rubriceras så som Europas elegantaste och kanske största bilförsäljningshall".
Marmorhallarna användes även som utställningslokal för andra ändamål. Bland annat arrangerades under flera år på 1940- och 1950-talen båtmässan Allt för sjön i lokalerna.

### Ostermans hyllning till automobilen

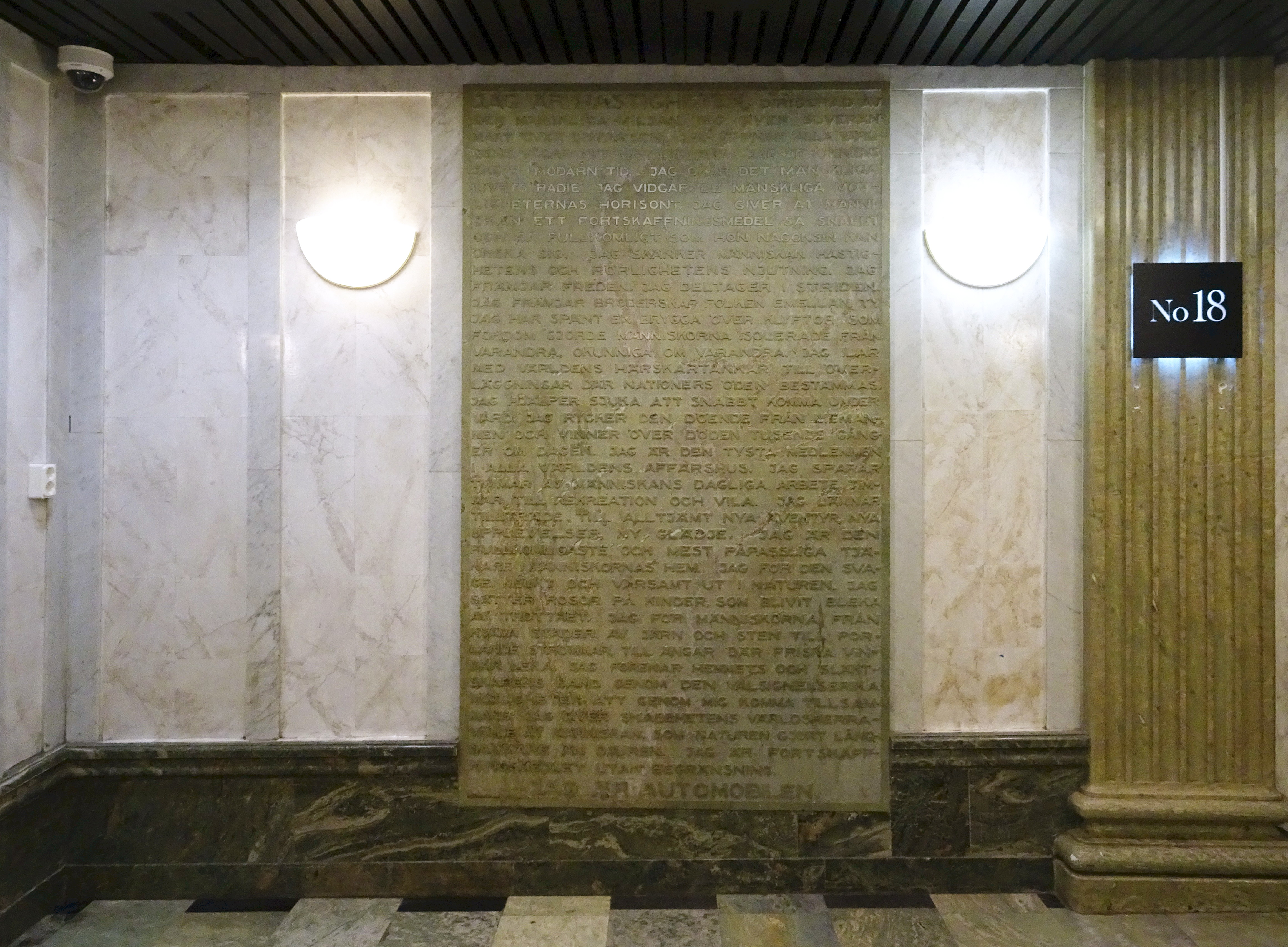
Ostermans marmortavla från 1934.
Klicka på bilden och läs hela texten som avskrift.

I samband med företagets 25-årsjubileum beställde Osterman en marmortavla där en hyllningsdikt till bilen var ingraverad. Dikten är en översättning, ursprungligen skriven av US-Amerikanen John O. Munn och hette på engelska The automobile. Den stora marmortavlan med sin långa inskription beskrevs i samband med jubileet: "I den stora marmorhallen tilldrager sig också en inskriptionstavla, huggen i marmor med varje bokstav i relief, en berättigad uppmarksamhet [...] Till sin skapnad synes oss denna tavla såsom en Mose lag. När man med vördnad och andakt tillägnar sig dess innehåll, tycker man sig stå inför en trosbekännelse, visserligen framställd i jagform men dock till sin mening tillägnad automobilen."
Texten är skriven i versaler och i jag-form. Det är automobilen själv som talar till mänskligheten, bland annat: "JAG ÄR ÖKNENS SKEPP I MODÄRN TID. JAG ÖKAR DET MÄNSKLIGA LIVETS RADIE. JAG VIDGAR DE MÄNSKLIGA MÖJLIGHETERNAS HORISONT. JAG GIVER ÅT MÄNNISKAN ETT FORTSKAFFNINGSMEDEL SÅ SNABBT OCH SÅ FULLKOMLIGT SOM HON NÅGONSIN KAN ÖNSKA SIG [...] JAG GIVER SNABBHETENS VÄRLDSHERRAVÄLDE ÅT MÄNNISKAN, SOM NATUREN GJORT LÅNGSAMMARE ÄN DJUREN. JAG ÄR FORTSKAFFNINGSMEDLET UTAN BEGRÄNSNING. JAG ÄR AUTOMOBILEN".
Det är tydlig att Hans Osterman älskade bilar. Den stora marmortavlan från 1934 finns fortfarande bevarad. När Ostermans bilfirma flyttade från Birger Jarlsgatan lämnade man tavlan i huset på villkor att den nye fastighetsägaren, Försäkrings AB Skandia, skulle uppställa den någonstans. Idag (2019) är tavlan placerad i entrén från Birger Jarlsgatan.

### Marmorhallens vidare öden
I början av 1960-talet flyttade Ostermans bilförsäljning från marmorhallarna, men de fortsatte att utnyttjas för bland annat utställningar och mässor. Den sista hyresgästen, Stockholms rullskridskocenter, flyttade år 1981 varefter lokalerna byggdes om och själva marmorhallen blev rullskridskor-bana. Bland annat etablerade Systembolaget en vinbutik i den gamla bilhallens bottenvåning. Delar av utställningsytorna utgörs idag (2019) av P-hus Grev Turegatan och åter igen en bilhandlare som hyr en mindre del av lokalerna vid Grev Turegatan 5. Av själva Marmorhallarna återstår idag bara golvet i marmor samt mindre delar av den gröna marmorinredningen, främst i form av ett fåtal kannelerade pelare i bilförsäljningen. Hans Ostermans marmortavla med den långa hyllningsinskriptionen till automobilen, som ursprungligen placerades vid marmortrappan mitt i utställningshallen, finns numera i entrén från Birger Jarlsgatan 18.

## Historiska bilder

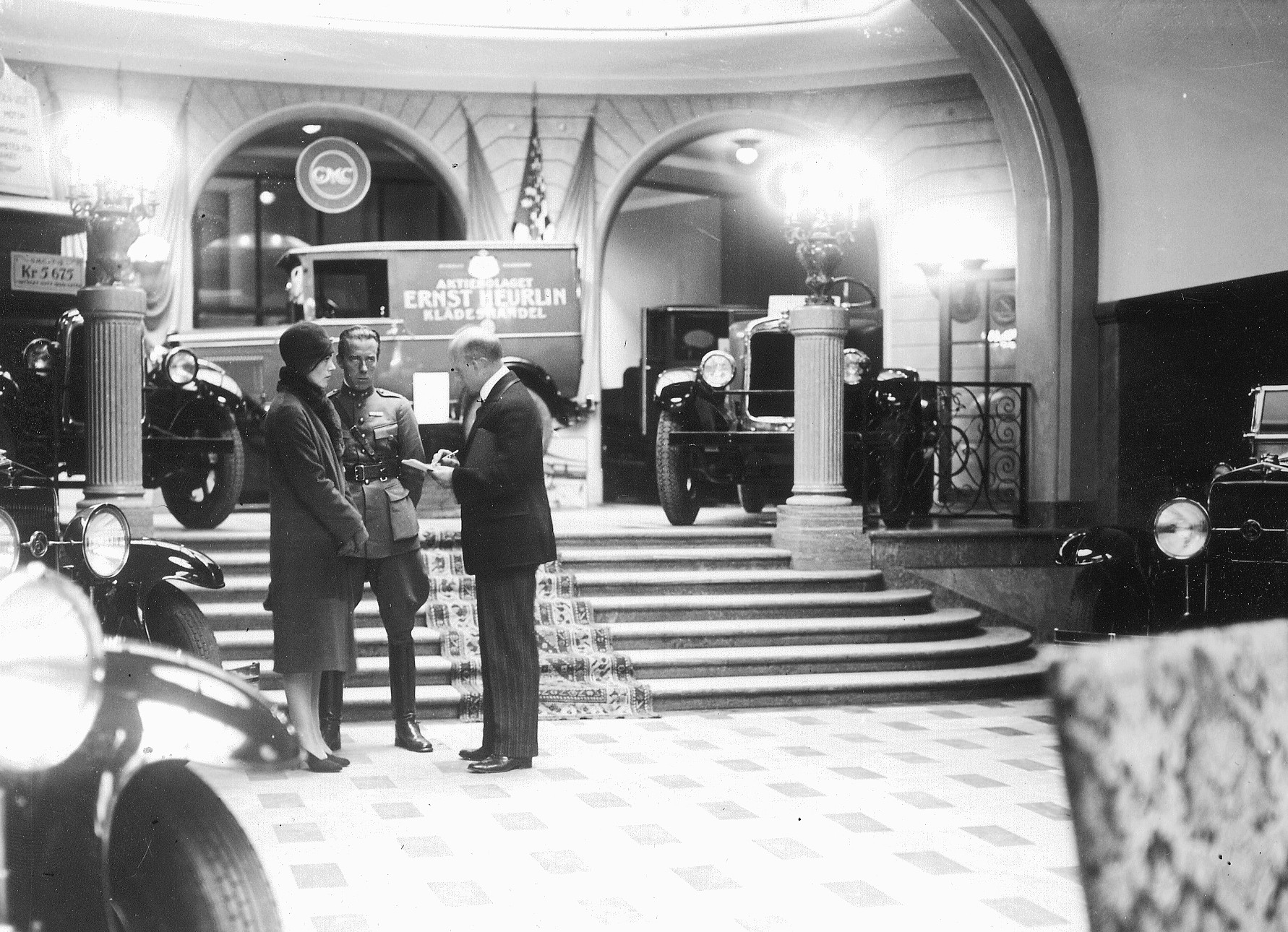
Bilförsäljningshallen 1928, Hans Osterman samtalar med Folke och Estelle Bernadotte.
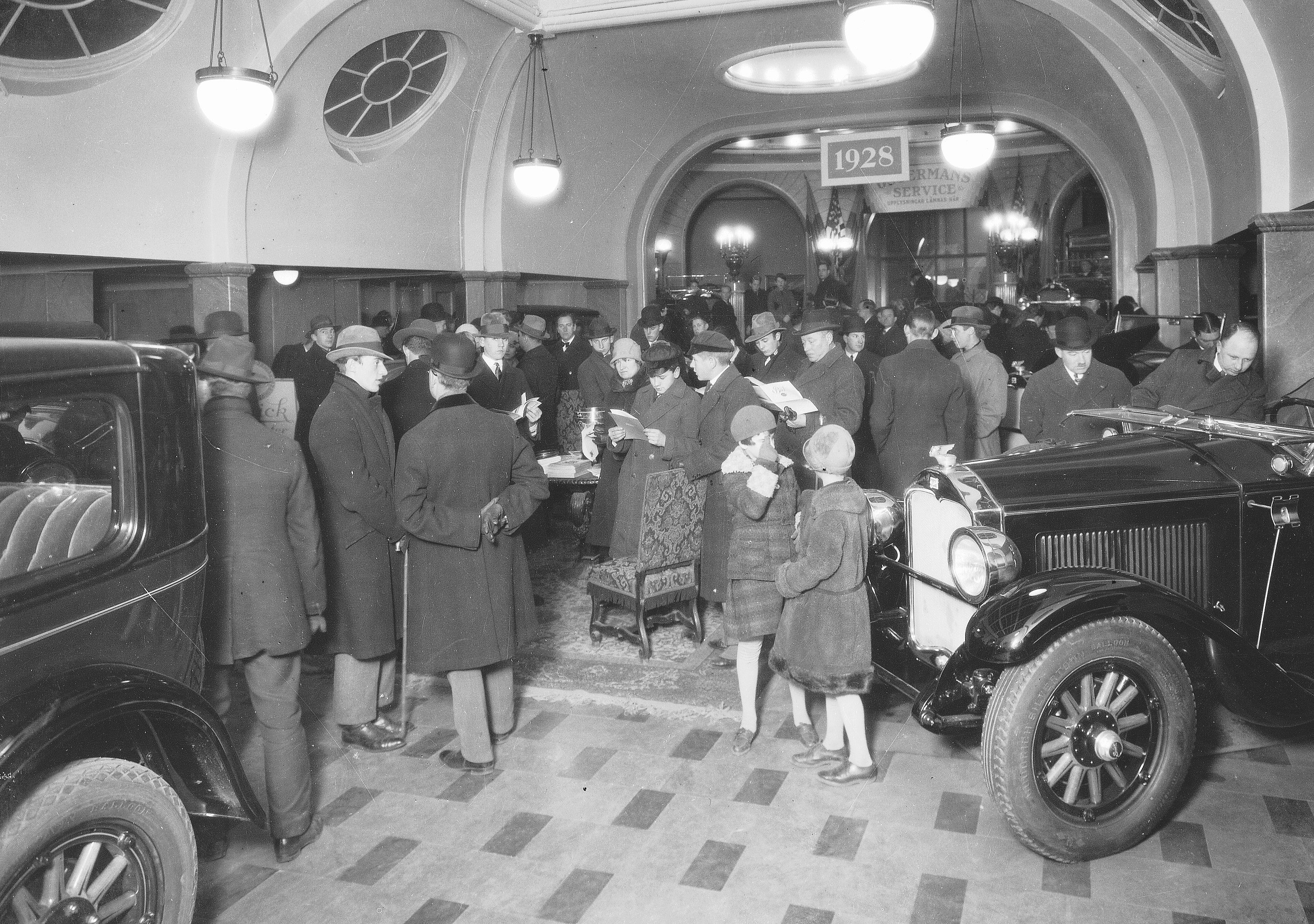
Bilutställning 1928.
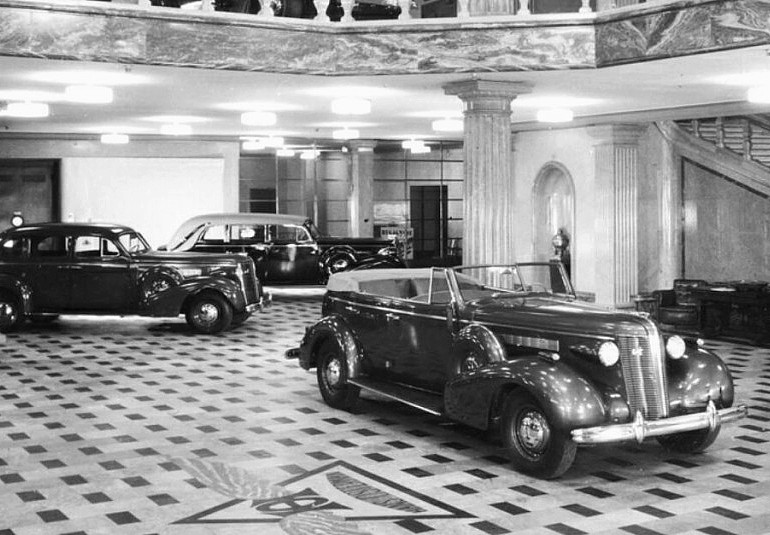
Ostermans presenterar 1937-års nya Buickmodeller.
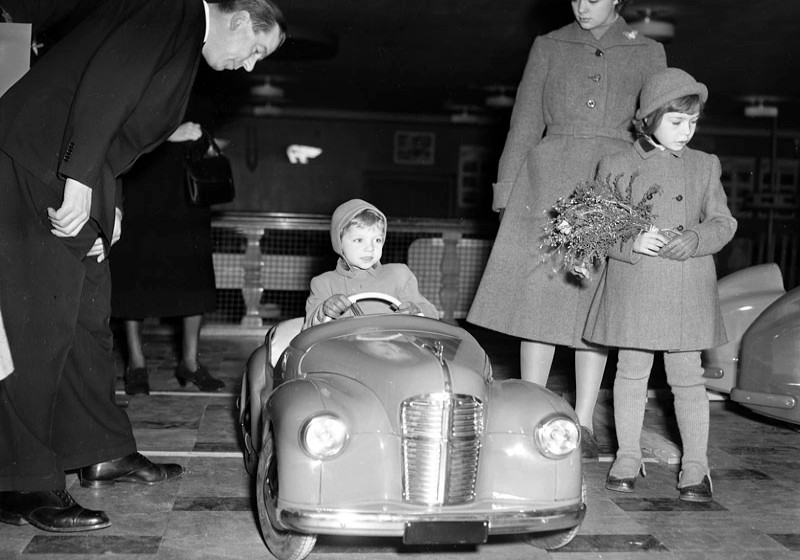
Kronprins Carl Gustaf inviger ungdomsveckan 1951.
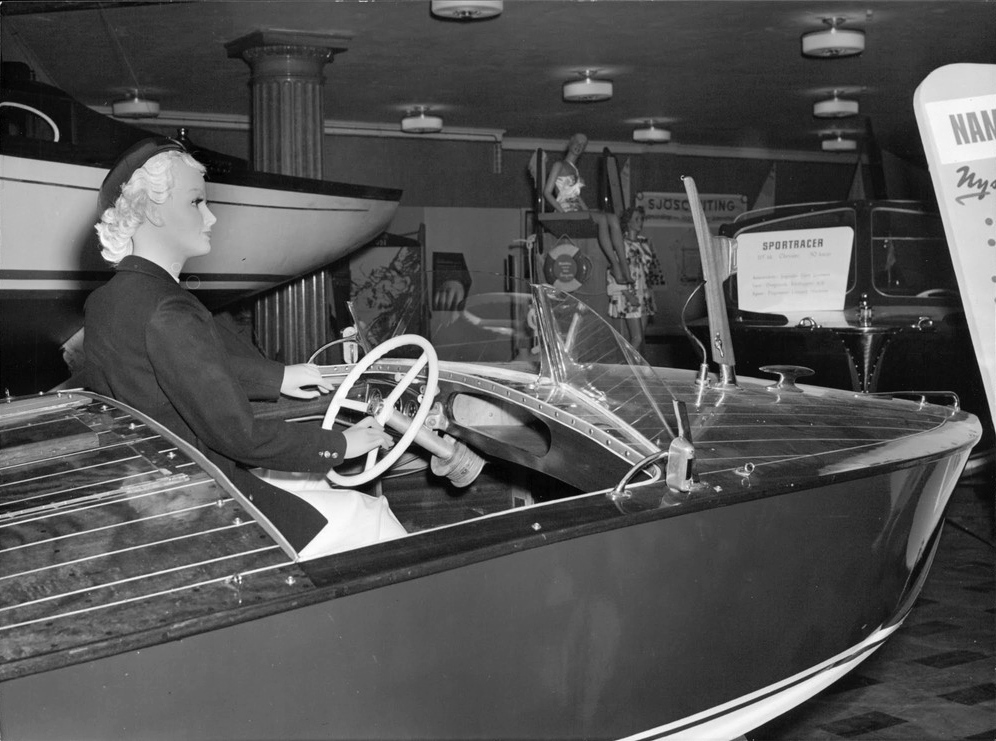
Utställningen "Sjösport och Skärgård" 1951.

## Ombyggnad och rivning
I ramen för Sturegallerians upprustning och modernisering antogs en detaljplan i november 2019 som innebär att äldre byggnader lyfts fram och exponeras, som före detta Freys Hyrverk, Sturebadet och Marmorhallarna. Byggnaden från 1937 (idag Q-Parks P-hus Grev Turegatan) kommer att rivas och en entré till tunnelbanans station Östermalmstorg möjliggörs i en del av Marmorhallarna. Med rivningen av parkeringshuset kommer den egentliga marmorhallen att försvinna. Rivningen har kritiserats av bland andra bebyggelseantikvarien Gustav Bergström som betecknar den som "ett stort misstag".

## Nutida bilder

Birger Jarlsgatan 18
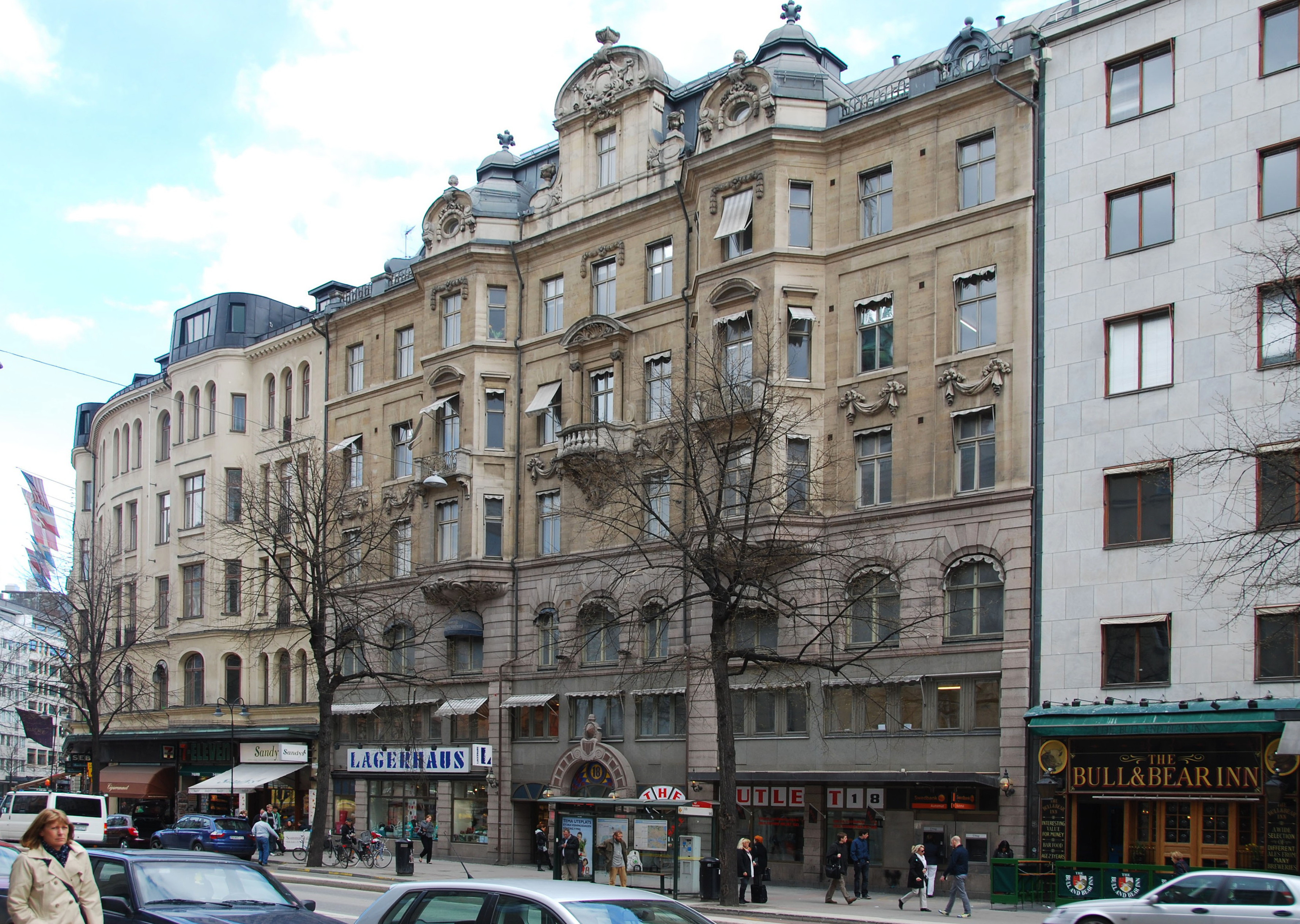
Fasaden mot Birger Jarlsgatan.
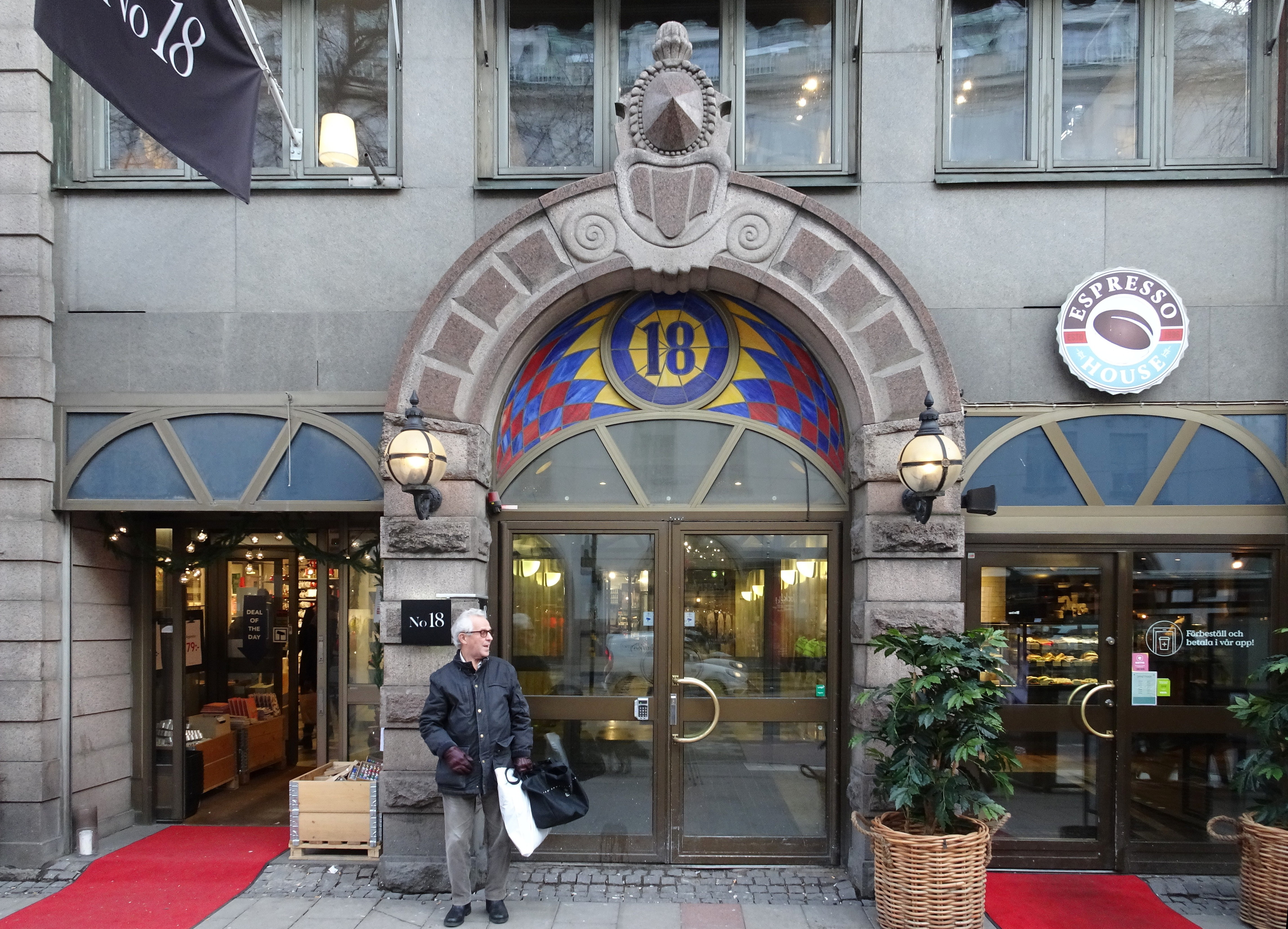
Entrén nr 18.
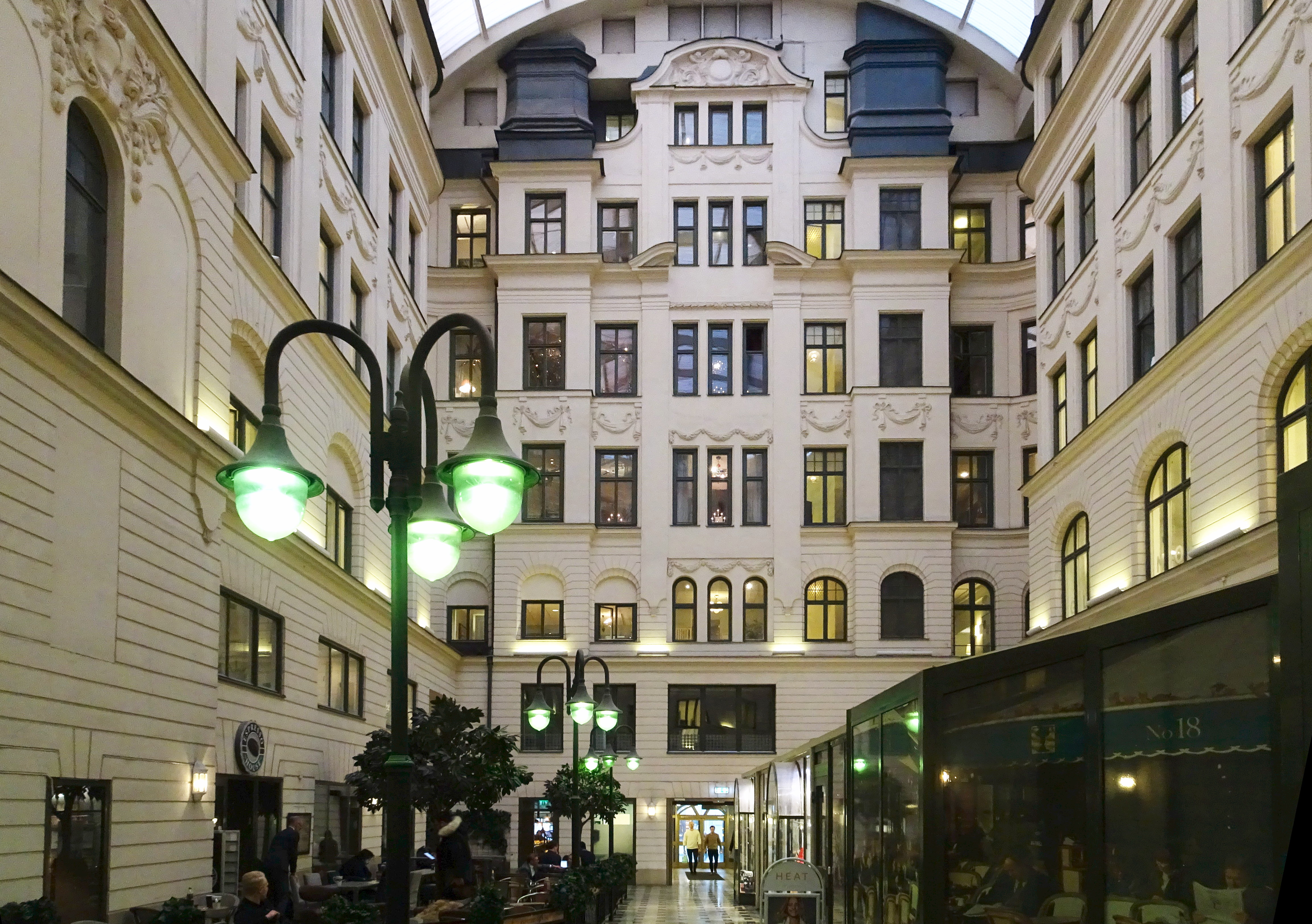
Innergården söderut.
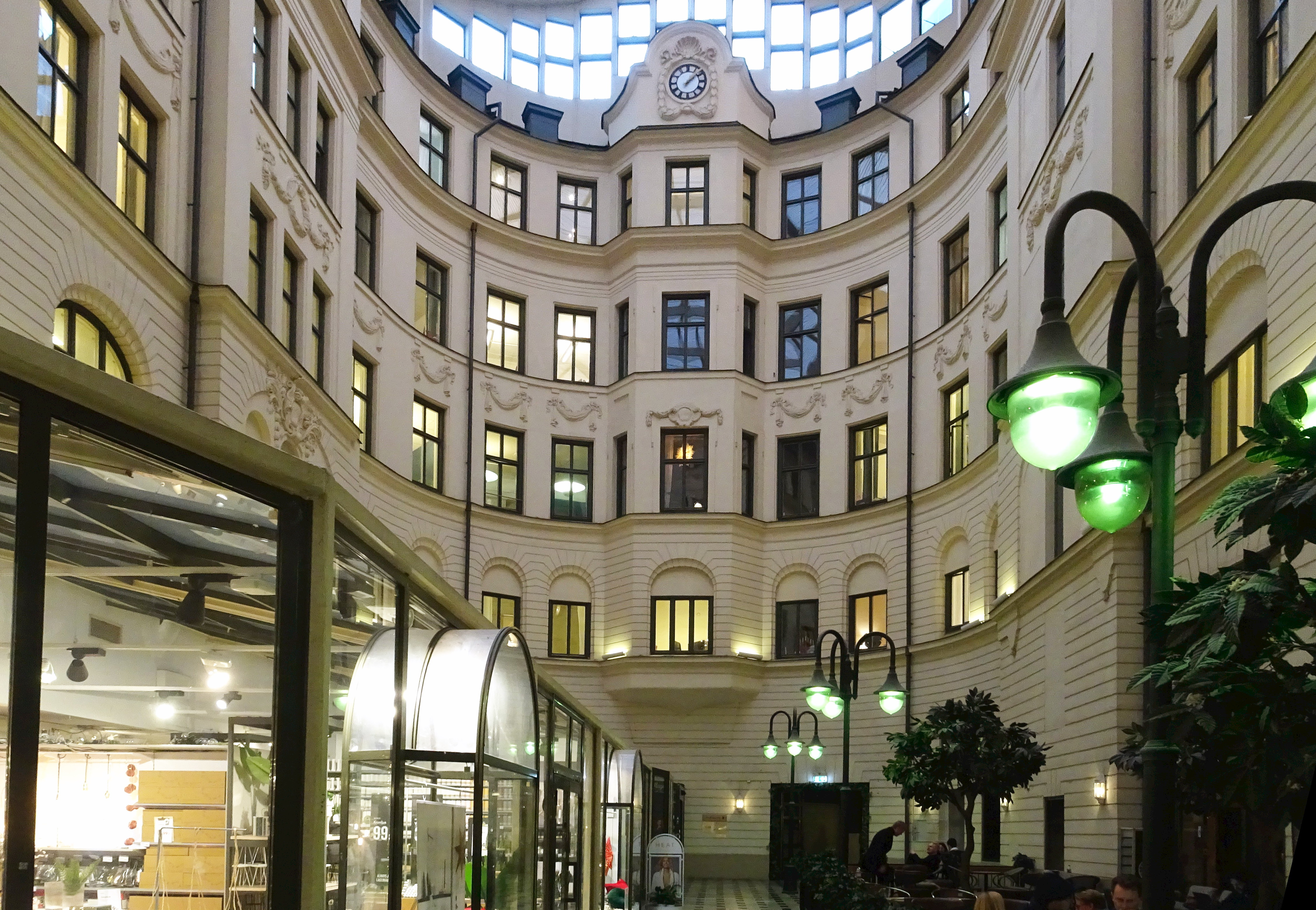
Innergården norrut.
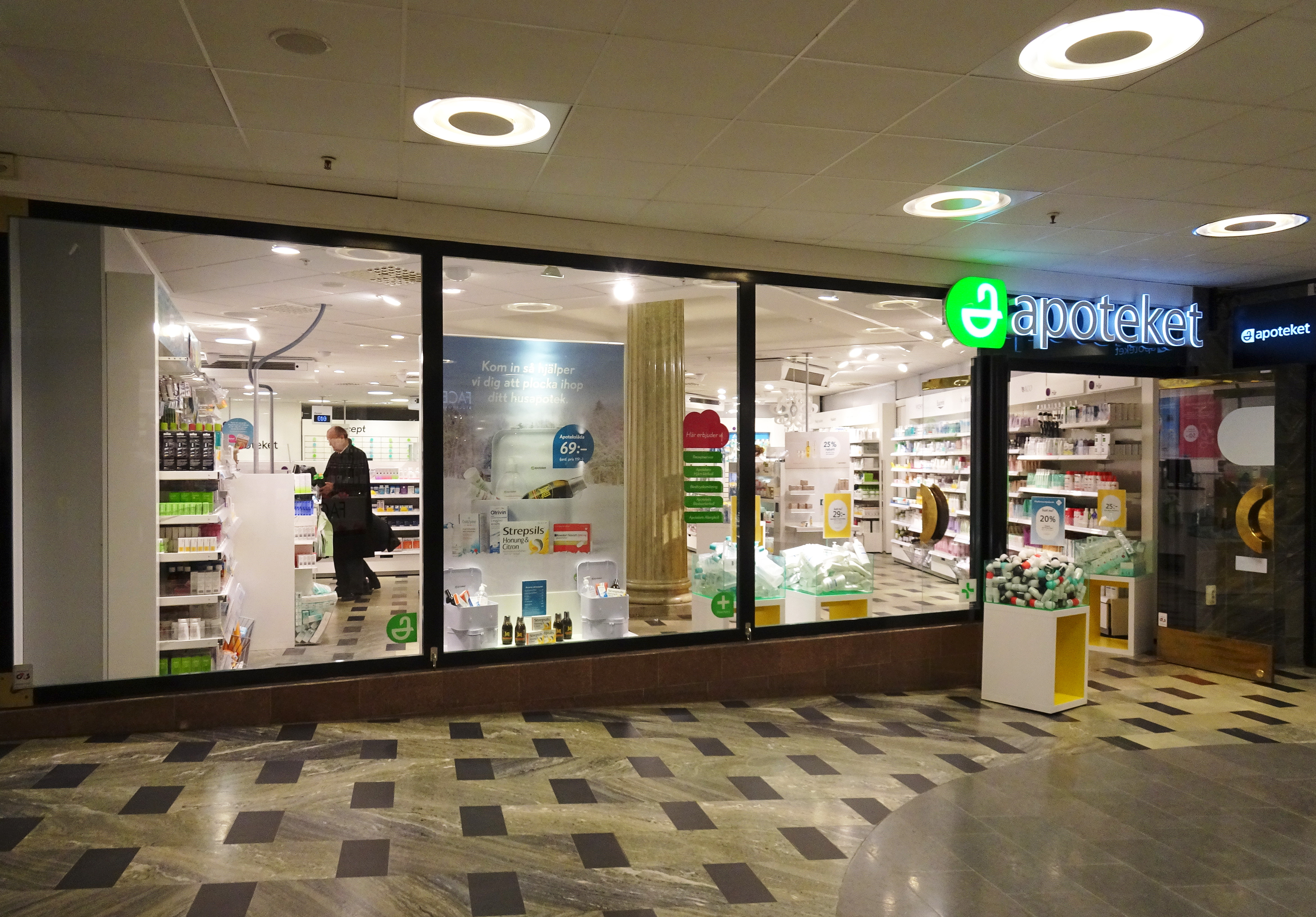
Originalgolvet och marmorkolonn i Sturegallerian.

Grev Turegatan 3-5
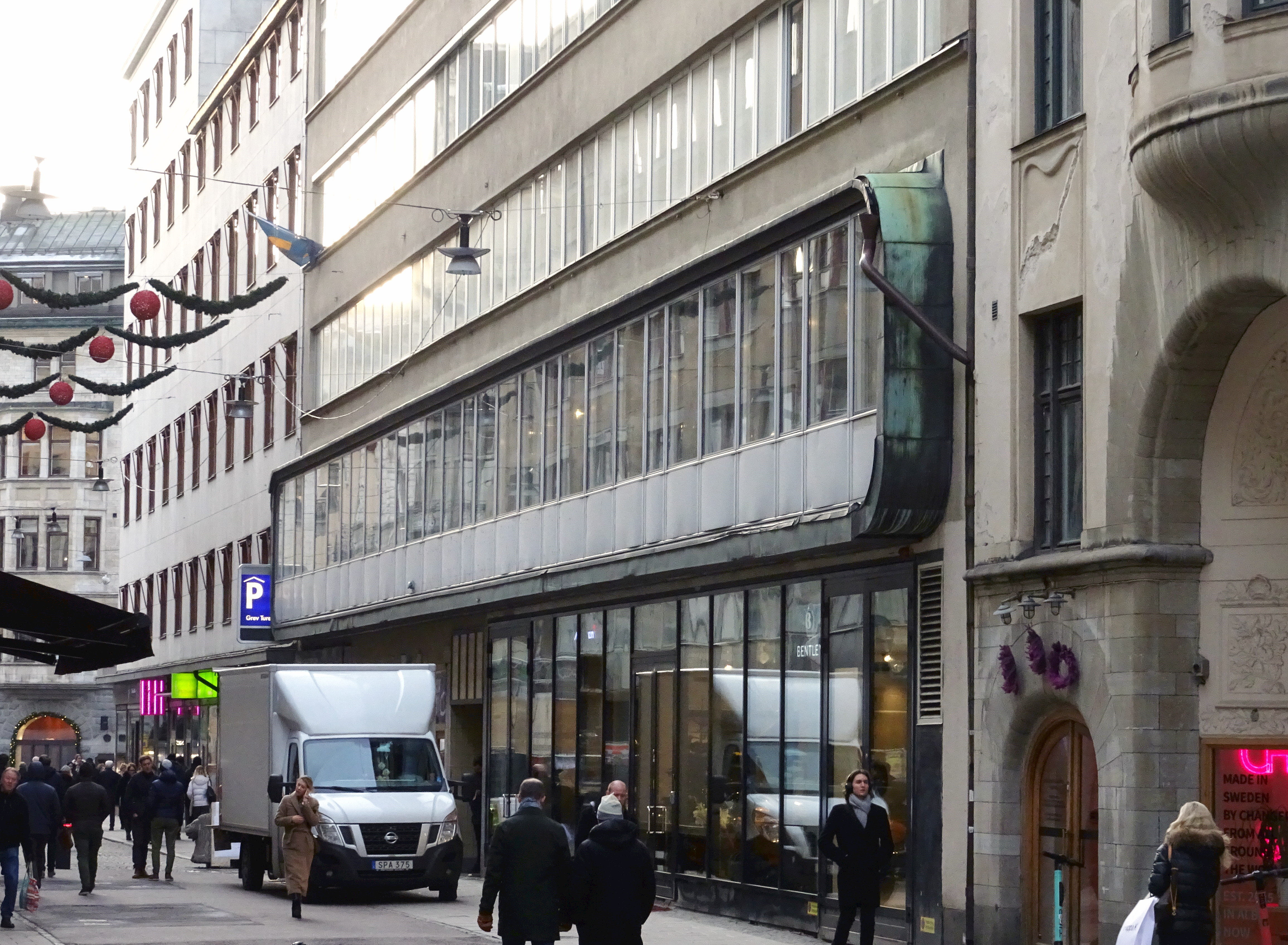
Fasaden mot Grev Turegatan.
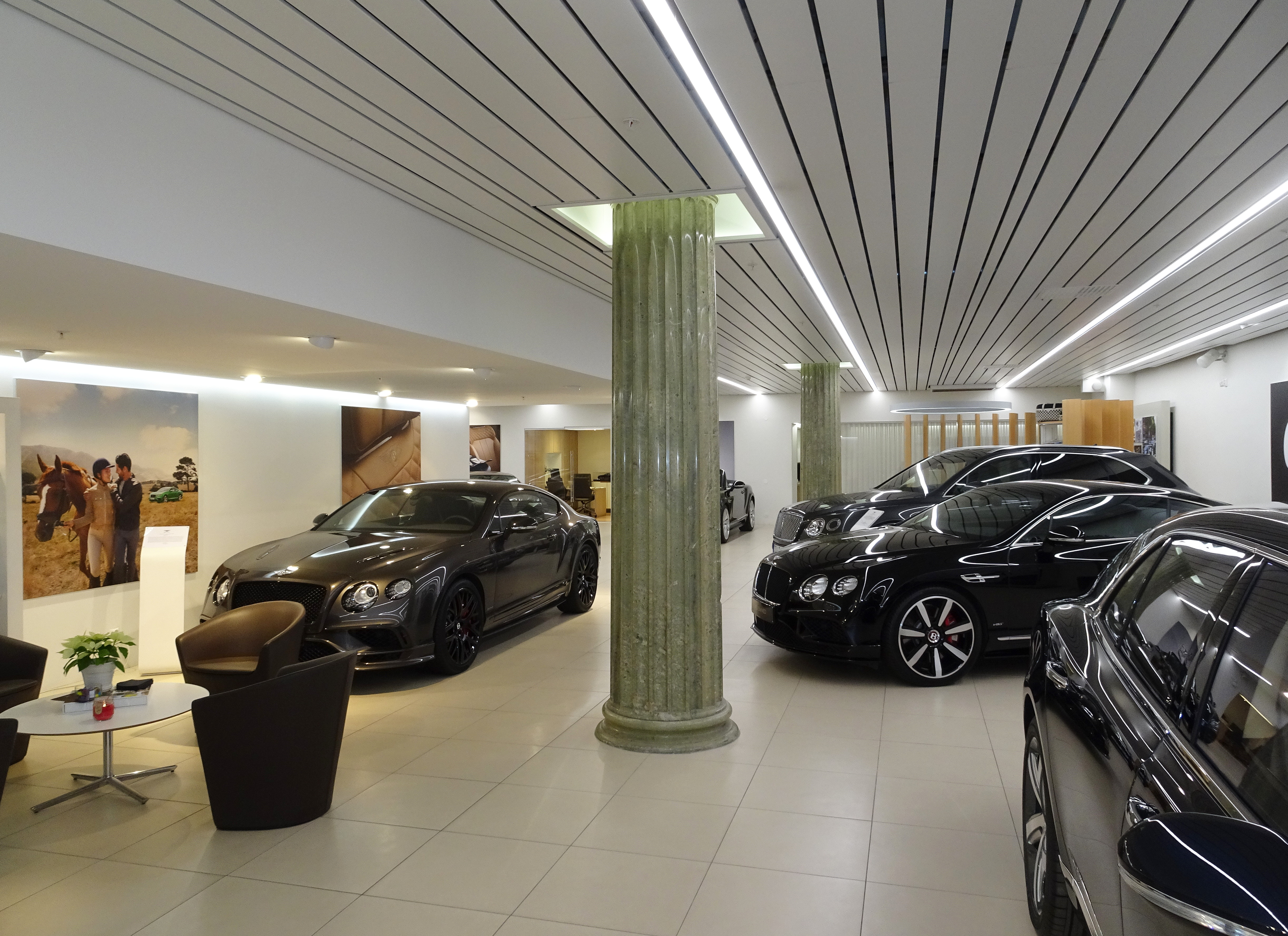
Bevarade kolonner i bilförsäljningen.
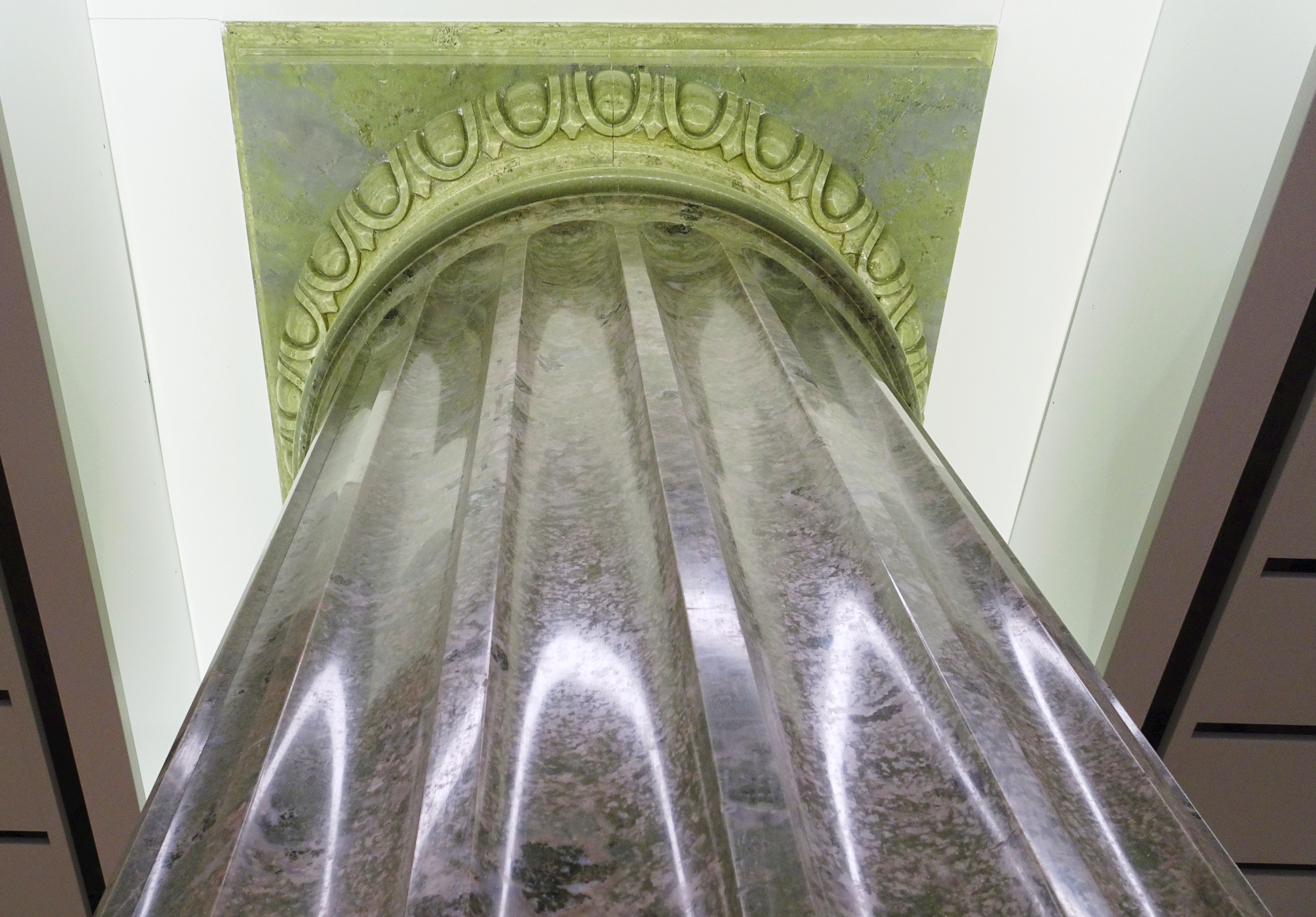
En kolonn med kannelering och kapitäl.
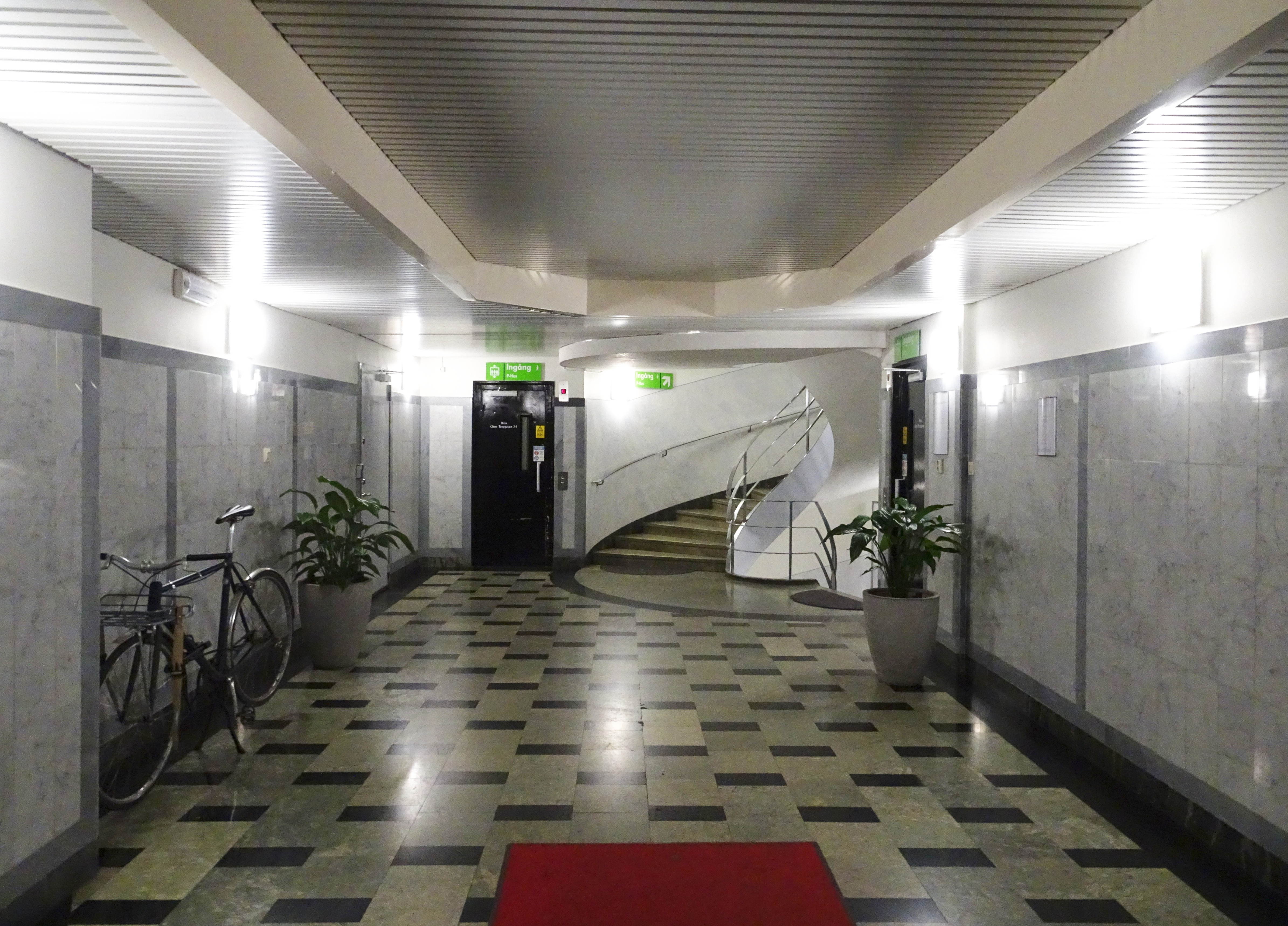
Entréhallen.
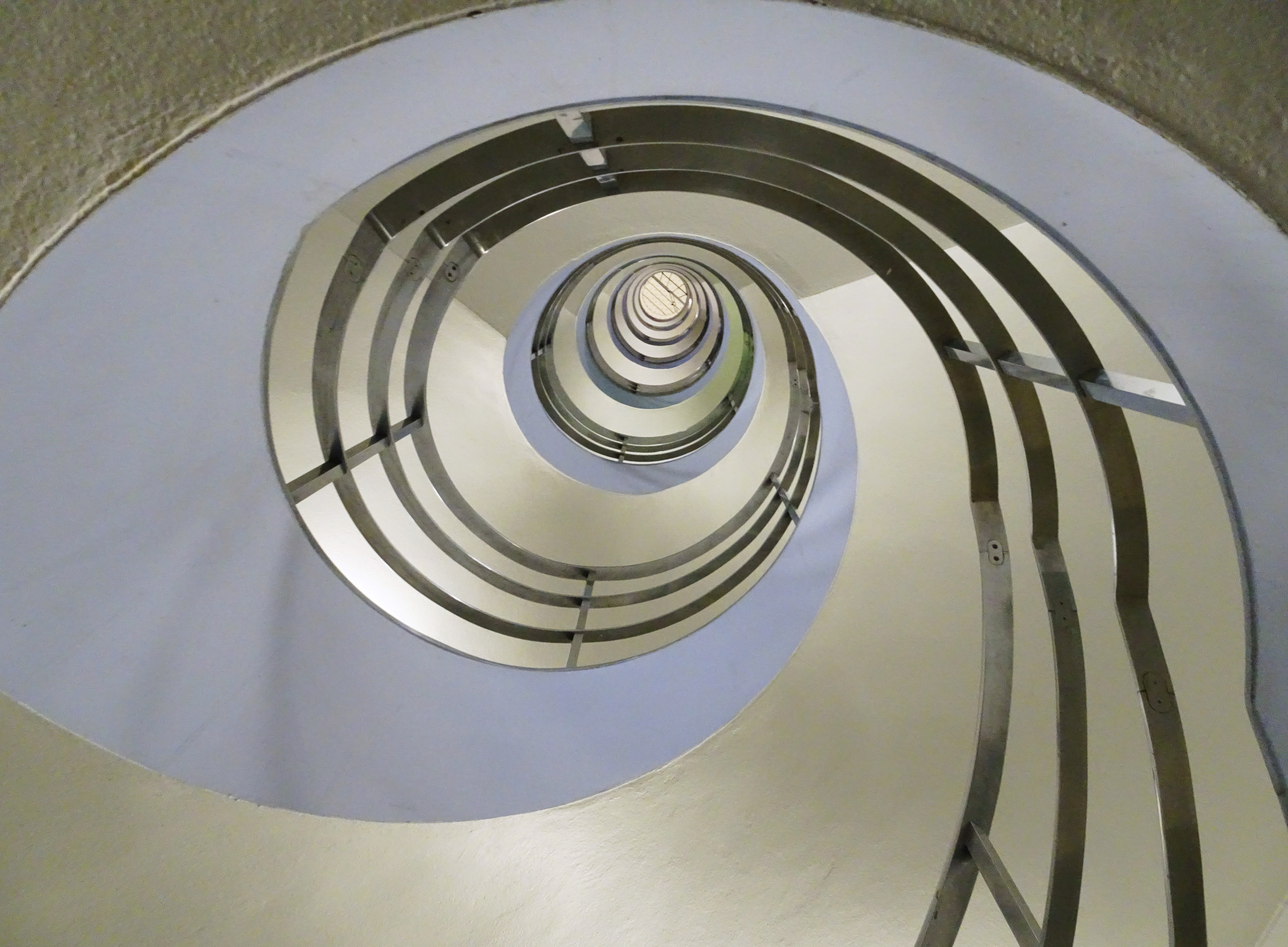
Huvudtrappan, vy uppåt.

## Referenser

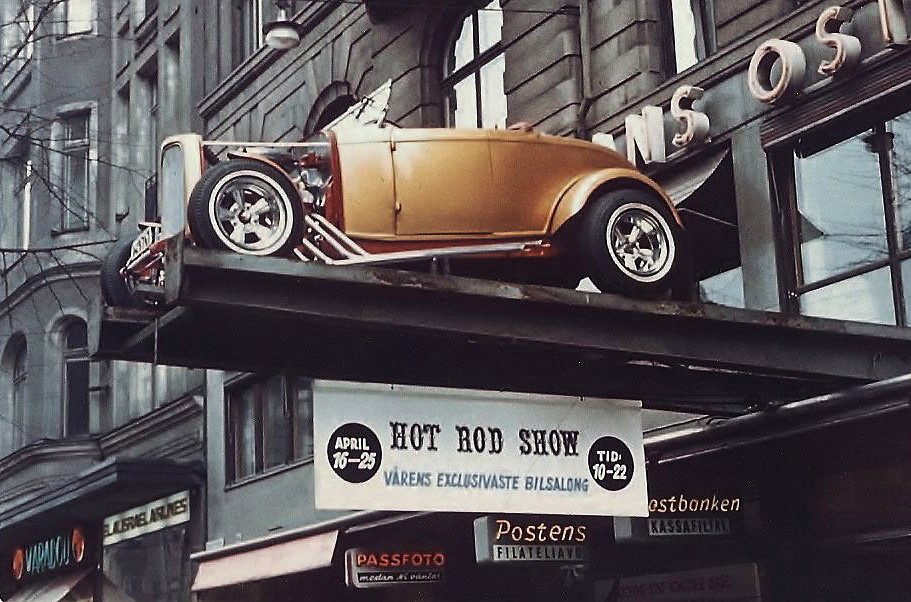
Hot Rod Show på Marmorhallarna 1965.